# Turgut Alp
Turgut Alp (in turco ottomano: طورغود آلپ; ... – İnegöl, 1334/1335) fu uno dei guerrieri e degli Alp che combatterono per Ertuğrul, condottiero e bey turco, e per Osman I, figlio di Ertuğrul, fondatore dell'Impero Ottomano. Dopo la fondazione dell'Impero, divenne uno dei suoi comandanti militari, al servizio di Osman I e di suo figlio, Orhan Gazi.

## Biografia
Durante le prime conquiste ottomane, nel regno di Osman I, Turgut Alp fu inviato ad Angelacoma (l'attuale İnegöl) e conquistò la zona. Quest'area, composta da alcuni villaggi, gli fu donata da Osman I e il suo territorio fu chiamato Turgut-ili (Provincia di Turgut). Durante l'assedio di Bursa, Turgut Alp, insieme al guerriero Osmanide Mihal Gazi, partecipò alla conquista del castello di Atranos (in seguito noto come Orhaneli) nel 1325, che ebbe un ruolo chiave nella conquista ottomana di Bursa durante il regno del sultano Orhan. Fu anche con Orhan durante la conquista di Bursa (1326).

## Luogo di sepoltura
La sua tomba si trova nel cimitero del villaggio di Turgutalp (Genci), İnegöl, in Turchia. La tomba fuori dalla türbe di Ertugrul Ghazi è una tomba onoraria, non il vero luogo di sepoltura.

## Eredità culturale
Nel 1877, durante la guerra russo-turca (1877-1878), nell'allora Impero ottomano fu fondata una città che prese il suo nome: "Turgutalp".